# 意大利时装
意大利时尚 (意大利语: Moda italiana) 是世界时尚的主要风向标之一，风格古典而浪漫。米兰时装周是影响力最大的四大时装周之一。
协调和促进意大利时尚发展的非营利性组织是意大利国家时尚协会（Camera Nazionale della Moda Italiana）。它于1958年在罗马成立，现总部在米蘭。

## 历史
亚平宁半岛的服饰有悠久的历史和较清晰的传承脉络。由近代意大利和一些小国统一形成，缺乏大工业传统。意大利服装以一些较小的家庭作坊或独立工作室为主，近年被外国大公司大量收购，引起了国内保护意大利制造的质疑声浪。

## 著名品牌
阿玛尼（Armani）, Baldinini, 布里奥尼 (Brioni), Brunello Cucinelli, Roberto Cavalli, 杜嘉班纳（Dolce & Gabbana）, Etro, 芬迪 (Fendi), 菲拉格慕（Ferragamo）,斐樂（Fila）, 紅秀雜誌（Grazia）, 古馳（Gucci）, Hogan, Jil Sander, Kiton, Mandarina Duck, Marni, Max Mara, Missoni, Moncler, Moschino, Philipp Plein, 普拉达（Prada）, Pucci, John Richmond, Tod's, 華倫天奴（Valentino）, 范思哲（Versace），杰尼亚（Zegna）等。